# 12077 Frankthorne
12077 Frankthorne eller 1998 FZ70 är en asteroid i huvudbältet som upptäcktes den 20 mars 1998 av LINEAR i Socorro County, New Mexico. Den är uppkallad efter Frank Thorne.
Asteroiden har en diameter på ungefär 6 kilometer.